# Château de la Glestière
Le château de la Glestière est un château situé dans la commune de Pacé, dans département français d'Ille-et-Vilaine, région Bretagne.

## Localisation
Le domaine se trouve au lieu-dit du même nom au sud du bourg de la commune de Pacé et au nord de Vezin-le-Coquet. On y accède par la route départementale D 288.

## Historique
Construit en 1655, il fait l’objet d’une inscription au titre des monuments historiques le 17 octobre 1969.